# Lingua lojban
La lingua lojban ([ˈloʒban]) è una lingua artificiale creata nel 1987 dal Logical Language Group, basata sul precedente Loglan, con lo scopo di migliorare il linguaggio, farne una lingua logica più completa, più utilizzabile e più aperta al pubblico. Il suo codice linguaggio ISO 639-2 è jbo.
Condivide con il Loglan molti obiettivi e caratteristiche:
- La grammatica è basata sulla logica dei predicati, capace di esprimere con precisione complessi costrutti logici
- Non contiene irregolarità o ambiguità di ortografia o grammatica, in maniera che possa essere facilmente analizzata da un computer
- È costruita per essere il più possibile culturalmente neutra

Nonostante l'iniziale obiettivo del progetto Loglan fosse stato investigare l'ipotesi di Sapir-Whorf, la comunità Lojban ha obiettivi addizionali per il linguaggio, tra cui:
- Ricerca generale nel campo della linguistica
- Ricerca nel campo dell'intelligenza artificiale e dell'apprendimento degli automi
- Migliorare la comunicazione tra umani e computer, e la traduzione automatizzata di linguaggi naturali
- Utilizzo del linguaggio a scopo didattico
- Creatività personale

Il linguaggio, a causa della scarsità degli utilizzatori e della giovane età, non possiede un corpo di letteratura significativo.

## Pronuncia
L'alfabeto Lojban è composto dai 26 caratteri dell'alfabeto latino, meno le tre lettere h q w, ma con tre caratteri addizionali. L'ordine alfabetico è il seguente: ' , . a b c d e f g i j k l m n o p r s t u v x y z (lo stesso dei caratteri ASCII).
Vengono usate inoltre le lettere maiuscole, ma solo per segnalare una sillaba accentata in una parola dove normalmente l'accentuazione ricade su una sillaba non-standard (per esempio nei nomi propri). Le lettere maiuscole non vengono considerate lettere separate dell'alfabeto. È facoltativo soltanto se la vocale accentata o l'intera sillaba è maiuscola; per esempio il nome "Josephine" si può rendere con DJOzefin. o djOzefin. Senza la "maiuscolazione", le regole d'accentuazione ordinarie del Lojban indurrebbero la sillaba 'ze' ad essere accentuata.
Alcune delle lettere hanno più di una sola possibile pronuncia. Per le vocali è indifferente arrotondare o no le labbra. Esecuzioni tipiche delle lettere sono descritte nella seguente tabella:
| Lettera | IPA                                      | Descrizione                                                          |
| ------- | ---------------------------------------- | -------------------------------------------------------------------- |
| '       | [h]                                      | una glottale muta                                                    |
| ,       | .                                        | il separatore sillabico                                              |
| .       | [ʔ]                                      | un arresto glottale o una pausa                                      |
| a       | [a], [ɑ]                                 | una vocale aperta                                                    |
| b       | [b]                                      | una occlusiva bilabiale sonora                                       |
| c       | [ʃ], [ʂ]                                 | una sibilante coronale sorda                                         |
| d       | [d]                                      | una occlusiva dentale o alveolare sonora                             |
| e       | [ɛ], [e]                                 | una vocale media anteriore                                           |
| f       | [f], [ɸ]                                 | una fricativa labiale sorda                                          |
| g       | [ɡ]                                      | una occlusiva velare sonora                                          |
| i       | [i]                                      | una vocale anteriore chiusa                                          |
| j       | [ʒ],[ʐ]                                  | una sibilante coronale sonora                                        |
| k       | [k]                                      | una occlusiva velare sorda                                           |
| l       | [l], [l̩]                                 | un'approssimante laterale sonora (può essere sillabica)              |
| m       | [m], [m̩]                                 | una nasale bilabiale sonora (può essere sillabica)                   |
| n       | [n], [n̩], [ŋ], [ŋ̩]                       | una nasale dentale, alveolare o velare sonora (può essere sillabica) |
| o       | [o], [ɔ]                                 | una vocale media dorsale                                             |
| p       | [p]                                      | una occlusiva bilabiale sorda                                        |
| r       | [r], [ɹ], [ɾ], [ʀ], [r̩], [ɹˌ], [ɾˌ], [ʀ̩] | un suono vibrante                                                    |
| s       | [s]                                      | una sibilante alveolare sorda                                        |
| t       | [t]                                      | una occlusiva dentale o alveolare sorda                              |
| u       | [u]                                      | una vocale chiusa dorsale                                            |
| v       | [v], [β]                                 | una fricativa labiale sonora                                         |
| x       | [x]                                      | una fricativa velare sorda                                           |
| y       | [ə]                                      | una vocale media centrale                                            |
| z       | [z]                                      | una sibilante alveolare sonora                                       |

Due combinazioni frequenti sono le affricate tc [tʃ] e dj [dʒ], che rappresentano ciascuna un fonema (realizzato con un fono affricato) presente in italiano ma formato da una combinazione di due fonemi (realizzati con due foni distinti) in Lojban.

## Grammatica
Il sistema grammaticale della frase contiene tre componenti, tre tipi di parola: uno chiamato brivla per verbi e sostantivi, un altro detto cmene per nomi personali, e in più cmavo (spesso monosillabi), per pronomi, particelle strutturali, articoli, numeri, indicatori temporali, interiezioni.

## Esempi
Il Padre Nostro:

le xisyctu jdaselsku be la jegvon. (ni'o)

doi cevrirni .iu noi zvati le do cevzda do'u

fu'e .aicai .e'ecai lo do cmene ru'i censa

.i le do nobli turni be la ter. ku se cfari

.i loi do se djica ba snada mulno vi'e le cevzda .e .a'o la ter.

(.i do nobli turni vi'e le cevzda .ebazake .a'o la ter.)

(.i loi do se djica ba snada mulno vi'e le cevzda .e .a'o la ter.)

.i fu'e .e'o ko dunda ca le cabdei le ri nanba mi'a

.i ko fraxu mi loi ri zu'o palci

.ijo mi fraxu roda poi pacyzu'e xrani mi

.i ko lidne mi fa'anai loi pacyxlu

.i ko sepri'a mi loi palci